# Univerza v Innsbrucku
Univerza v Innsbrucku (uradno nemško Leopold-Franzens-Universität Innsbruck) je tretja največja univerza v Avstriji in največja v avstrijski zvezni deželi Tirolska. 

## Zgodovina
Ustanovil jo je rimsko-nemški cesar Leopold I. Habsburški leta 1669 s preoblikovanjem leta 1562 ustanovljene jezuitske šole. V naslednjih letih je bila degradirana na status liceja, dokler ni leta 1826 po posredovanju avstrijskega cesarja Franca I. spet dobila status univerze.
Na takratnem univerzitetnem Inštitutu za medicinsko kemijo je slovensko-avstrijski zdravnik in kemik Friderik Pregl v času od oktobra 1910 do 1913 razvil osnove kvantitativne organske mikroanalize, za kar je leta 1923 prejel Nobelovo nagrado za kemijo. Leta 1924 so v glavni stavbi odprli univerzitetno knjižnico, leta 1997 pa Fakulteto za farmakologijo in kemijo. Skoraj vse klinike Medicinske fakultete so postale tirolske deželne bolnišnice.

## Fakultete
Univerzo v Innsbrucku sestavlja 15 fakultet:
- Katoliška teološka fakulteta
- Bioetična fakulteta
- Fakulteta za tržništvo
- Fakulteta za politiko in sociologijo
- Fakulteta za ekonomijo in statistiko
- Pedagoška fakulteta
- Fakulteta za filozofijo in zgodovino
- Fakulteta za družboslovne znanosti in politologijo
- Fakulteta za farmakologijo in kemijo
- Fakulteta za geografijo in meteorologijo
- Fakulteta za fiziko, informatiko in matematiko
- Fakulteta za psihologijo in športne znanosti
- Fakulteta za arhitekturo
- Fakulteta za gradbeništvo

Od 01.01.2004 dalje je Medicinska fakulteta samostojna univerza v Innsbrucku (Medizinische Universität Innsbruck).

## Znani profesorji
- Felix Ermacora
- Hans Köchler
- John-Ren Chen
- Peter Zoller
- Rudolf Grimm